# Rivière Broadback
Rivière Broadback är ett vattendrag i Kanada.   Det ligger i provinsen Québec, i den östra delen av landet, 700 km norr om huvudstaden Ottawa.
Runt Rivière Broadback är det mycket glesbefolkat, med 3 invånare per kvadratkilometer.